# Aspiromitus striatus
Aspiromitus striatus là một loài rêu trong họ Anthocerotaceae. Loài này được Stephani mô tả khoa học đầu tiên năm 1916. Danh pháp khoa học của loài này chưa được làm sáng tỏ. 